# Teatro Real de Tessalónica
O Teatro Real de Tessalónica (em grego:  Βασιλικό Θέατρο Θεσσαλονίκης) é a sede do Teatro Estatal do Norte da Grécia, bem como um dos espaços teatrais de inverno da instituição. Está localizado no número 2 da Avenida 30 de outubro e tem uma capacidade para 683 lugares.

## História

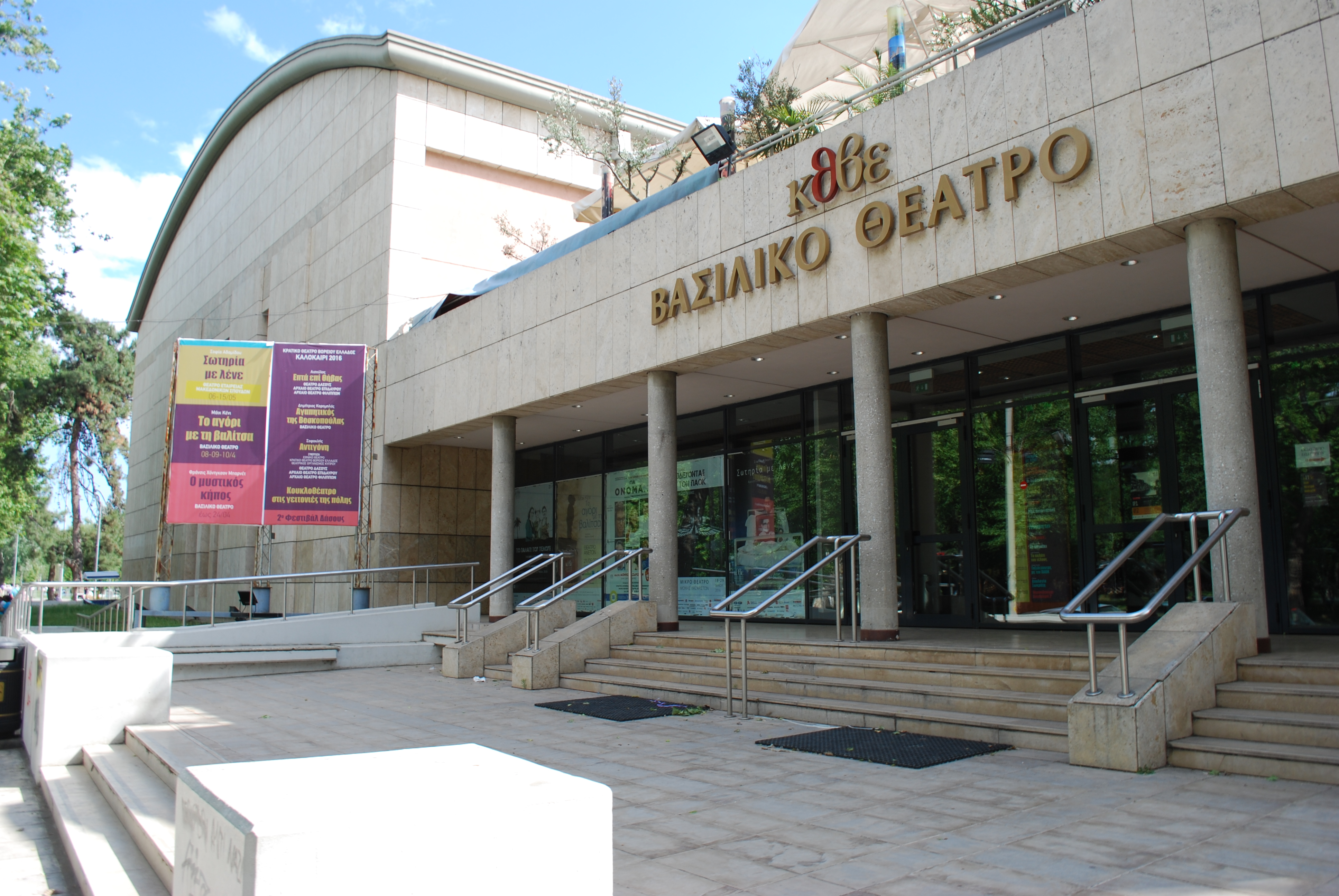
Vista do exterior do teatro.

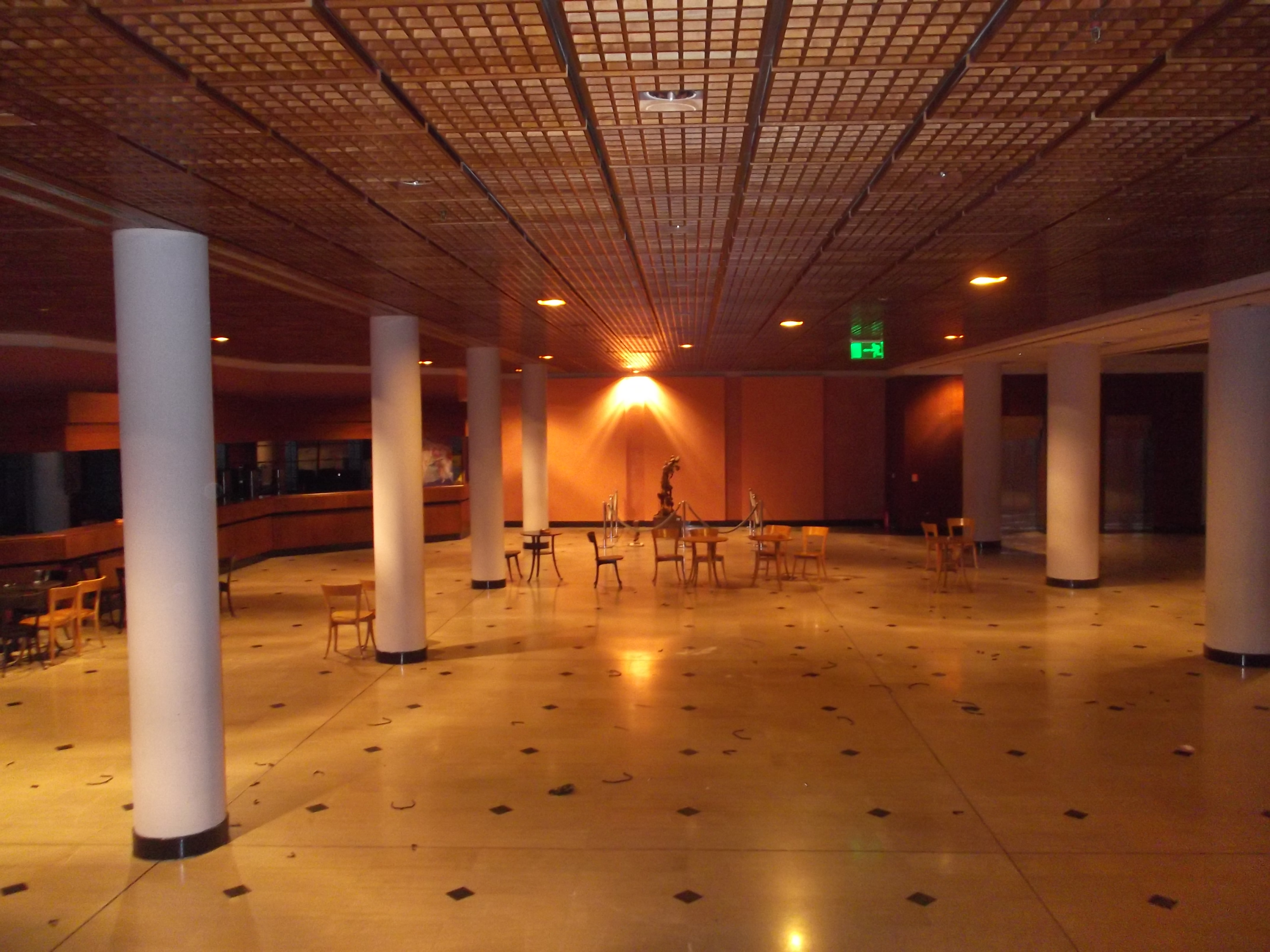
Vista do interior do teatro.

Construído em 1940 pelo arquiteto e urbanista Konstantínos Doxiádis, foi inicialmente concebido como palco de verão para o Teatro Nacional na cidade de Tessalónica, mas rapidamente se decidiu convertê-lo num palco de inverno.
Em julho de 1940, o teatro foi inaugurado com uma representação de Ricardo III de William Shakespeare, protagonizada por Aléxis Minotís. Durante o período de ocupação, acolheu inicialmente vários eventos culturais organizados pelas autoridades alemãs e, a partir de 1943, tornou-se a sede do Teatro Estatal de Salónica.
Durante um breve período, entre 1961 e 1962, foi a primeira sede do Teatro Estatal do Norte da Grécia, que mais tarde foi transferido para o teatro da Sociedade de Estudos Macedónios, uma vez que o Teatro Real foi considerado inadequado devido aos danos sofridos. Nos anos seguintes, foi utilizado como sala de ensaios e depósito de material, tendo sido gradualmente abandonado. Em 1986, por ocasião da segunda Bienal de Jovens Artistas dos Países da Europa Mediterrânica, foram efectuadas obras de conservação e o edifício passou a ser um dos palcos do Teatro Estatal do Norte da Grécia. Em 1996, foi iniciada a construção de um novo edifício, que foi inaugurado em 2000.
Este novo edifício é a sede permanente do Teatro Real, com um palco polivalente (adequado para espectáculos, concertos, cinema, etc.), uma sala de receção, um foyer, bem como várias salas utilizadas para diferentes eventos, como exposições, conferências, cursos, etc.